# Kumamoto
Kumamoto (熊本県, Kumamoto-ken) é uma prefeitura do Japão localizada na ilha de Quiuxu.  A capital é a cidade de Kumamoto.

## História
Historicamente, a região era chamada de Província de Higo. A província foi renomeada como Kumamoto durante a Restauração Meiji. A criação da prefeitura foi parte da Abolição do sistema han. A ortografia japonesa atual da palavra Kumamoto significa literalmente origem do urso ou raízes do urso.

## Geografia
A prefeitura de Kumamoto está localizada no centro da ilha de Quiuxu, a mais ao sul das quatro principais ilhas japonesas. Faz fronteira com o mar interno de Ariake e o arquipélago de Amakusa ao oeste, as prefeituras de Fukuoka e de Oita ao norte, a prefeitura de Miyazaki ao leste, e de Kagoshima ao sul.
O Monte Aso (1 592 metros), um grande vulcão ativo, localiza-se a leste da prefeitura de Kumamoto. Esse vulcão situa-se no centro da Caldeira vulcânica de Aso, a mais famosa caldeira do Japão.

### Cidades
Em negrito, a capital da prefeitura.
- Arao
- Aso
- Hitoyoshi
- Hondo
- Kami-Amakusa
- Kikuchi
- Koshi
- Kumamoto
- Minamata
- Tamana
- Uki
- Ushibuka
- Uto
- Yamaga
- Yatsushiro

### Distritos
- Distrito de Amakusa
- Distrito de Ashikita
- Distrito de Aso
- Distrito de Kamimashiki
- Distrito de Kamoto
- Distrito de Kikuchi
- Distrito de Kuma
- Distrito de Shimomashiki
- Distrito de Tamana
- Distrito de Yatsushiro

## Economia
Kumamoto sedia uma grande indústria de automóveis da Honda. Em 2007, essa fábrica começou a produzir células solares para lares e escritórios, com uma capacidade projetada de aproximadamente 8.000 casas por ano.

## Demografia
Possui uma população de 1 812 255 habitantes, sendo a 23ª prefeitura mais populosa do Japão. Sua densidade populacional é de 244,76 pessoas por quilômetro quadrado.

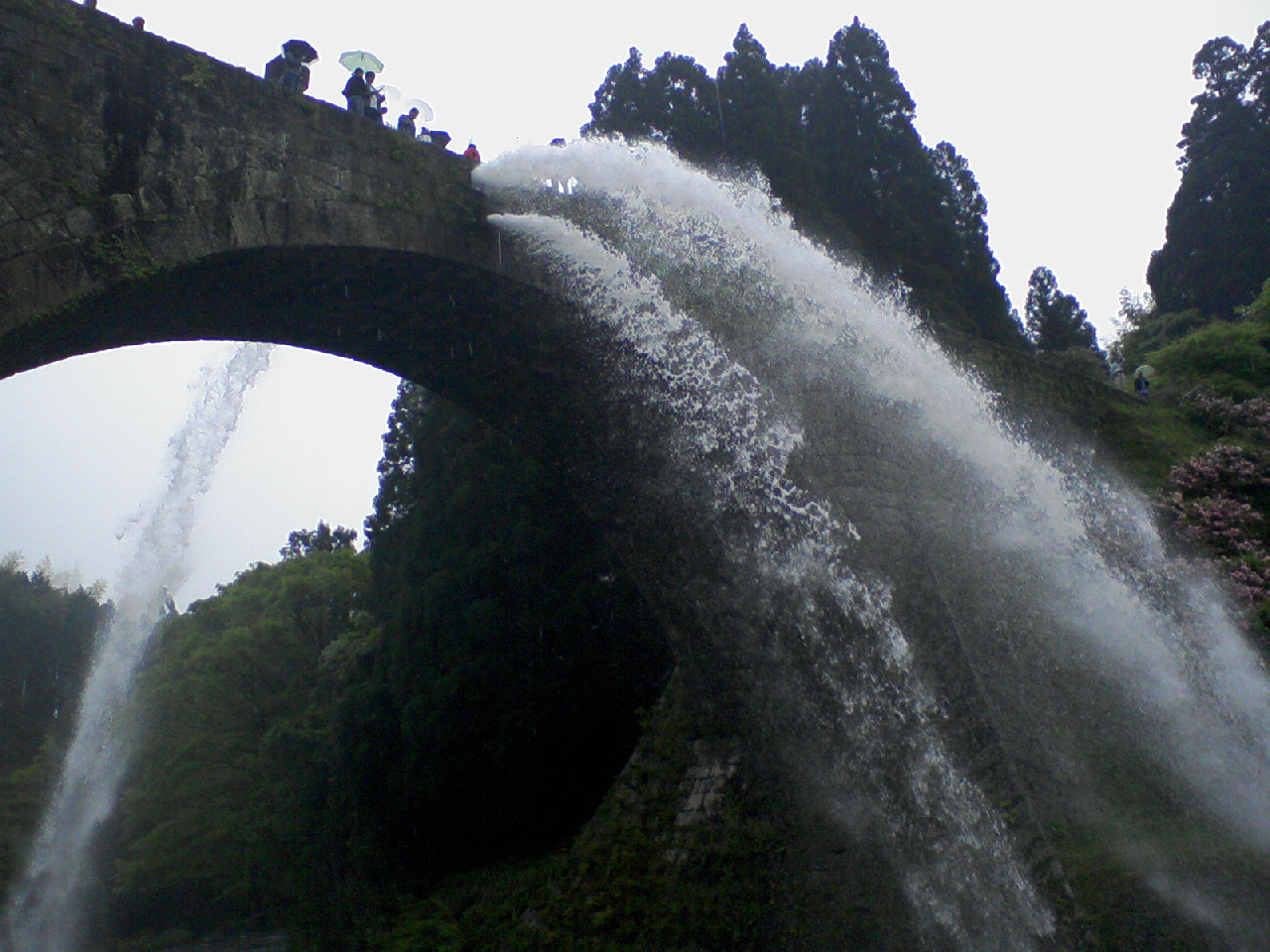
Tsujyunkyo em Yamato, Kamimashiki

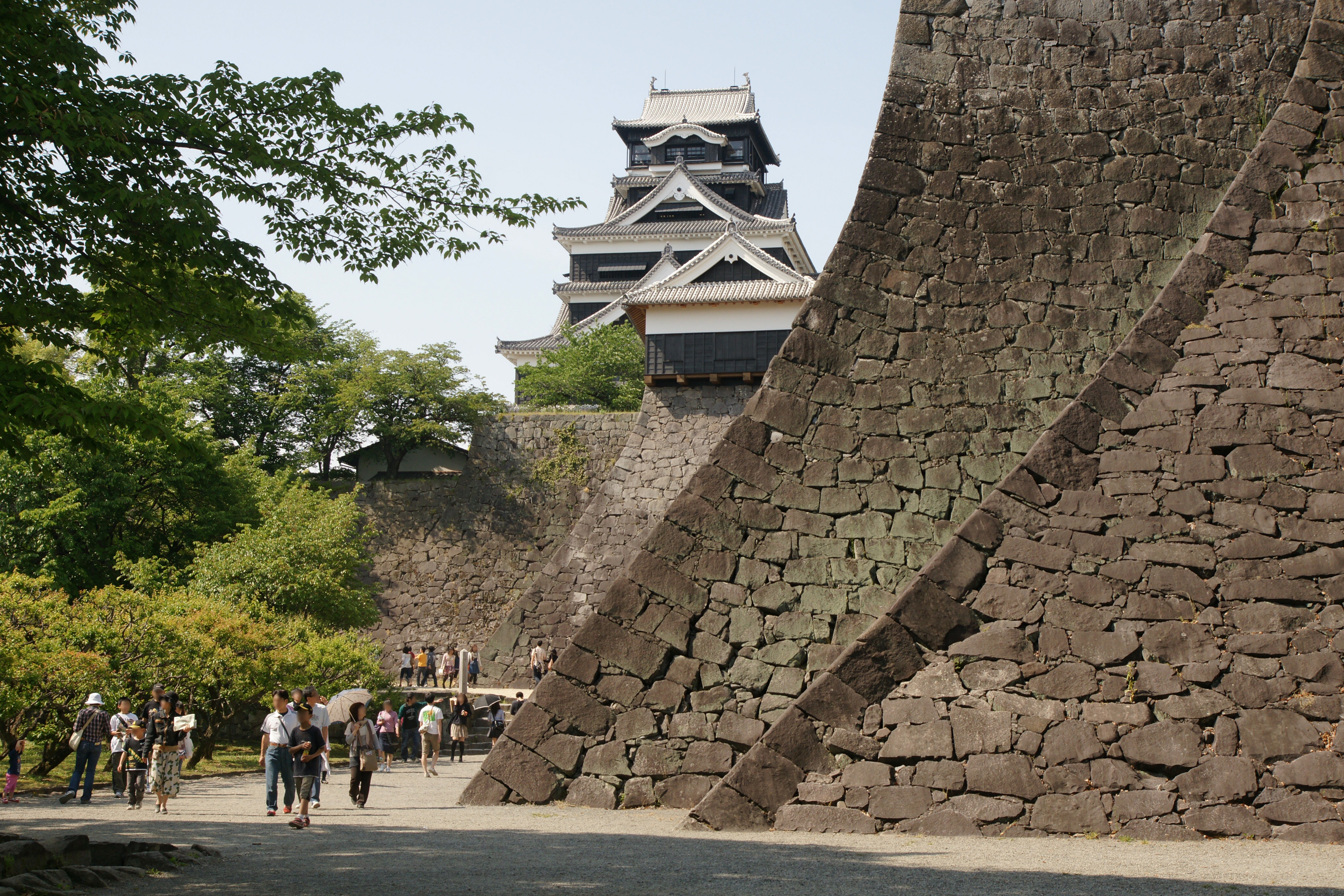
Castelo de Kumamoto

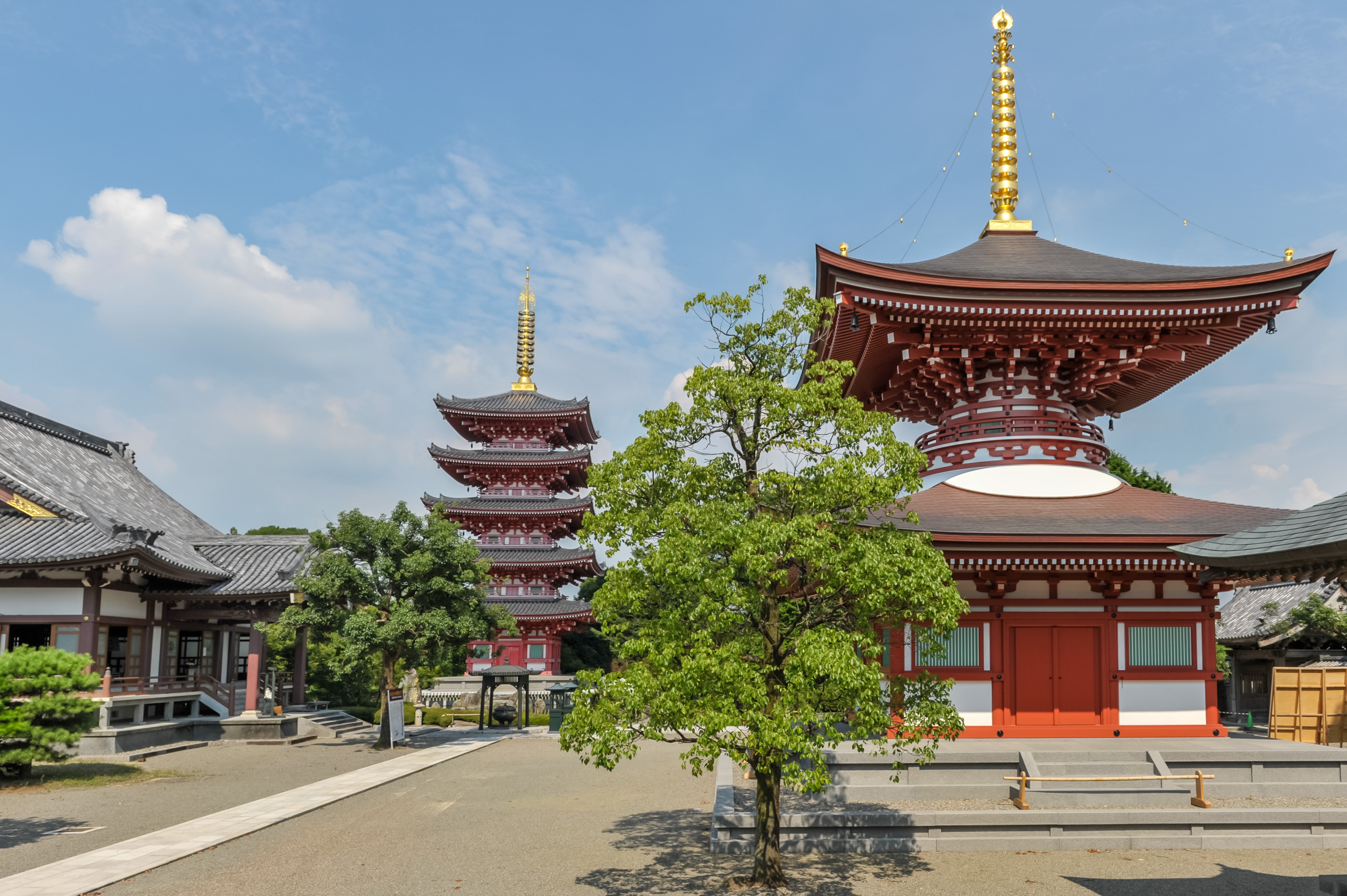
Renge-in Tanjō-ji

## Turismo
- Monte Aso é um dos vulcões mais ativos do mundo.
- Castelo de Kumamoto
- Parque de Suizenji
- Há também um parque de diversões em Arao.

## Estados irmãos
- A prefeitura de Kumamoto é um estado-irmão de Montana, nos Estados Unidos.

## Nativos famosos
Kumamoto é a terra natal de:
- Tetsu Komai, ator de Hollywood.
- Kazuaki Kiriya, diretor.
- Kimeru, cantora de j-pop.
- Tomiko Van, cantora de j-pop.
- Eiichiro Oda, mangaka e autor de One Piece.
- Yu Todoroki, atriz.
- Hitomi Tanaka, estrela de filmes adultos.